# Dating in the dark
Dating in the dark är ett datingprogram som sändes i Kanal 5. Tre kvinnor och tre män deltar i varje program och de får endast dejta varandra i totalt mörker. Under ett antal dejter ska de lära känna varandra och slutligen välja sin favorit, först då får de se hur den de har valt ser ut. Då avgör de om de vill fortsätta att träffas.